# Semilaoma abjecta
Semilaoma abjecta är en snäckart som beskrevs av Tom Iredale 1944. Semilaoma abjecta ingår i släktet Semilaoma och familjen punktsnäckor. Inga underarter finns listade i Catalogue of Life.